# Allodia elata
Allodia elata är en tvåvingeart som beskrevs av Oskar Augustus Johannsen 1912. Allodia elata ingår i släktet Allodia och familjen svampmyggor. Inga underarter finns listade i Catalogue of Life.